# Моргано
Моргано (итал. Morgano) је насеље у Италији у округу Тревизо, региону Венето.
Према процени из 2011. у насељу је живело 301 становника. Насеље се налази на надморској висини од 23 м.

## Становништво
Према резултатима пописа становништва 2011. у општини је живело 4.362 становника.
| 1931. | 1936. | 1951. | 1961. | 1971. | 1981. | 1991. | 2001. | 2011. |
| ----- | ----- | ----- | ----- | ----- | ----- | ----- | ----- | ----- |
| 3.220 | 3.109 | 3.129 | 2.929 | 2.854 | 3.128 | 3.449 | 3.754 | 4.362 |